# 슬로바키아-헝가리 전쟁
슬로바키아-헝가리 전쟁 또는 작은 전쟁(헝가리어: Kis háború, 슬로바키아어: Malá vojna)은 1939년 3월 23일부터 3월 31일까지 슬로바키아 동부에서 제1차 슬로바키아 공화국과 헝가리 사이에 벌어진 전쟁이다.

## 서곡
뮌헨 협정으로 서부 체코 영토가 약화되자, 헝가리군은 슬로바키아 국경에 위협적으로 대기했다. 보도에 따르면 헝가리군은 36시간 동안의 작전만 가능한 포병 탄약을 가지고 있었고 분명히 허세에 불과했지만, 독일의 격려를 받았으며, 만약 훨씬 더 크고 장비가 잘 갖춰진 체코슬로바키아군이 싸우기로 선택했다면 군사적으로 지원해야 했을 것이다. 체코슬로바키아군은 큰 강 장애물이 없는 국경을 따라 2,000개의 작은 콘크리트 진지를 건설했다.
1938년 중반, 헝가리 국방부는 롱교시 가르다("누더기 방패")를 무장시켰고, 이들은 슬로바키아 남부와 카르파티아 우크라이나로 침투하기 시작했다. 상황은 이제 전면전 직전이었다. 독일과 이탈리아의 관점에서 볼 때 이는 시기상조였고, 그래서 그들은 체코슬로바키아 정부에 공동의 빈 중재를 수락하도록 압력을 가했다. 1938년 11월 2일, 중재는 주로 헝가리에 유리하게 결정되어 체코슬로바키아는 슬로바키아 남부 지역 11,833 km2를 헝가리에 할양하도록 의무화했는데, 이 지역은 대부분 헝가리인이 거주하는 지역이었다 (1910년 인구 조사에 따르면). 이 분할로 인해 슬로바키아에서 두 번째로 큰 도시인 코시체도 상실했으며, 수도인 브라티슬라바는 추가적인 헝가리 압력에 취약해졌다.
제1차 빈 중재는 헝가리를 완전히 만족시키지 못했고, 헝가리는 1938년 11월 2일부터 1939년 1월 12일까지 22건의 국경 분쟁을 일으켰다.
1939년 3월, 체코슬로바키아 정치권에 새로운 위기가 닥쳤다. 에밀 하하 대통령은 요제프 티소의 슬로바키아 정부를 해산하고 새로운 슬로바키아 총리로 카롤 시도르를 임명했다. 슬로바키아는 독립을 선언하고 독일에게 헝가리로부터 보호를 요청했는데, 리벤트로프는 헝가리군이 국경에 집결하여 더 많은 영토를 차지할 것이라고 진술했다. 1939년 3월 13일 저녁, 티소와 페르디난트 듀르칸스키는 베를린에서 히틀러, 리벤트로프, 발터 폰 브라우히치 장군과 빌헬름 카이텔 장군을 만났다. 한편, 독일의 입장을 알고 있던 헝가리는 인접한 루테니아 국경에서 행동을 준비하고 있었다. 3월 14일 오후와 밤새도록 슬로바키아 의회는 체코슬로바키아로부터의 독립을 선포했다. 하하는 1939년 3월 14일 히틀러에 의해 베를린으로 초청되었다. 그는 다음 날 새벽 1시 30분까지 강요당한 후 두 가지 선택지를 제시받았다. 명목상의 자치권을 가진 독일의 보호국으로서의 통합 또는 전쟁. 하하는 처음에는 거부했지만, 나치 독일이 새벽 4시에 프라하를 폭격하겠다고 위협하자 심장 마비를 겪었다. 의료진이 옆에 있는 동안 하하는 체코슬로바키아의 나머지 부분을 독일과 통합하여 뵈멘-메렌 보호령을 형성하는 문서에 서명하고 프라하에 자신의 결정을 알렸다. 그는 그날 기차로 프라하로 떠났지만, 독일군에 의해 히틀러가 하하보다 먼저 프라하에 도착할 수 있도록 기차가 의도적으로 속도를 늦췄다.
슬로바키아는 헝가리가 3월 15일 일찍이 새로운 국가를 승인했을 때 놀랐다. 그러나 헝가리는 슬로바키아와의 국경에 만족하지 않았고, 슬로바키아 소식통에 따르면 20보병연대와 국경수비대의 약한 병력이 우지호로드 (웅그바르) 반대편 212.9고지를 점령하려는 헝가리의 시도를 격퇴했다고 한다. 이 사건과 뒤이은 국경 마을인 니즈네 네메츠케와 비슈네 네메츠케에 대한 포격 및 폭격으로 슬로바키아는 13명이 사망했다고 주장하며 히틀러의 보호 약속을 인용하여 즉시 독일에 청원했다.
3월 17일, 헝가리 외무부는 독일에게 헝가리가 동부 슬로바키아 국경 문제에 대해 슬로바키아와 협상하기를 원한다고 밝혔다. 이는 기존의 경계선이 단지 체코슬로바키아의 내부 행정 구역일 뿐 국제적으로 인정된 국경이 아니며, 카르파티아 우크라이나가 헝가리로 넘어갔으므로 이제는 새로운 정의가 필요하다는 구실이었다. 헝가리는 우지호로드 서쪽으로 약 10 km (6 mi) 이동하여 소브란체를 넘어 폴란드 국경까지 거의 정북 방향으로 이어지는 제안 지도를 첨부했다.
헝가리의 주장은 부분적으로 1910년 인구 조사에 근거했는데, 이 조사에 따르면 슬로바키아 북동부 지역의 다수는 헝가리인과 루테니아인이었지 슬로바크인이 아니었다. 인구 문제 외에도 헝가리는 우즈강을 따라 폴란드까지 이어지는 우지호로드와 핵심 철도를 보호하려는 또 다른 목적을 가지고 있었는데, 이 철도는 현재 슬로바키아 국경의 시야 내에 있었다. 따라서 헝가리는 우즈 계곡의 서쪽 분수계 너머 안전한 거리까지 국경을 되돌리기로 결정했다.
독일은 헝가리와 슬로바키아에게 이러한 국경 수정에 동의할 것이라고 알렸다. 3월 18일, 보호 조약 서명을 위해 빈에 있던 슬로바키아 지도자는 이를 받아들이도록 강요당했고, 브라티슬라바는 슬로바키아 민간 및 군 당국에 철수 명령을 내렸다. 다른 모든 잠재적인 헝가리 요청은 슬로바키아에서 불법으로 간주되었다.
헝가리는 슬로바키아가 3월 18일에 슬로바키아 국경을 보장하는 조약에 서명했으며, 이 조약이 독일이 재서명할 때 발효될 것임을 알고 있었다. 따라서 헝가리는 아직 완전히 통합되지 않은 혼란스러운 슬로바키아군을 이용하여 즉시 행동하기로 결정했다. 그리하여 서부 카르파티아 우크라이나의 헝가리군은 3월 23일 새벽, 즉 리벤트로프가 베를린에서 보호 조약에 재서명하기 약 6시간 전에 우즈강에서 동부 슬로바키아로 진격하기 시작했다.

## 전투 서열
- 1939년 슬로바키아 전투 서열
- 1939년 헝가리 전투 서열
- 슬로바키아-헝가리 전쟁에 사용된 무기

## 전쟁

### 지상전
1939년 3월 23일 새벽, 헝가리는 카르파티아 우크라이나에서 슬로바키아를 갑자기 공격했으며, 지시는 "가능한 한 서쪽으로 진격하라"는 것이었다. 헝가리는 전쟁 선포 없이 슬로바키아를 공격하여 슬로바키아군을 놀라게 만들었다. 이는 많은 슬로바키아 병사가 체코 지역에서 이동 중이었고 아직 슬로바키아 부대에 도달하지 않았기 때문이었다. 체코 병사는 새로운 슬로바키아를 떠나고 있었지만, 그들 중 상당수는 헝가리 공격 후 슬로바키아에 있는 이전 부대에 남기로 결정했다.
북부 스타크친(Stakčín) 맞은편에서 마테이카(Matějka) 소령은 보병대대 하나와 포병대대 두 개를 집결시켰다. 남부 미할로우체 주변에서 예비역 장교이자 슬로바키아 인민당 지역 비서인 슈테판 하시크(Štefan Haššík)는 약 4개 보병대대와 여러 포병대대로 구성된 병력을 모았다. 더 서쪽, 코시체-프레쇼우 전선(헝가리가 보병여단 하나를 유지하던 곳)에서 시비차(Šivica) 소령은 세 번째 슬로바키아군 병력을 집결시켰다. 후방에서는 기병대와 일부 전차가 마르틴에 급히 집결되었고, 포병대는 반스카비스트리차, 트렌친, 브라티슬라바에서 준비되었다. 그러나 독일의 개입은 특히 V군단에서 이들의 움직임을 방해하거나 마비시켰다. 슬로바키아 방어는 헝가리의 전년도 합병으로 미할로우체와 후멘네로 가는 유일한 철도 노선이 헝가리로 넘어갔기 때문에 지연되어 슬로바키아의 모든 증원군 이동을 지연시켰다.
헝가리군은 슬로바키아 동부로 빠르게 진격했고, 이는 슬로바키아와 독일 모두를 놀라게 했다. 급하게 이루어진 동원과 장교 부족으로 인한 혼란에도 불구하고, 미할로우체의 슬로바키아군은 다음날 반격을 시도할 수 있을 정도로 집결했다. 이는 주로 하시크로부터 지휘권을 인계받아 상황을 더 잘 파악하기 시작한 체코 소령 쿠비체크(Kubíček) 덕분이었다. 널리 사용되는 민간 트럭을 기반으로 했기 때문에, 프레쇼우에서 파괴된 OA vz. 30 장갑차 5대를 수리할 부품이 곧 발견되었고, 이들은 3월 24일 05:30에 미할로우체에 도착했다. 이들의 체코인 승무원은 다른 기술 무장 부대에서 온 슬로바키아 신호병들로 급히 교체되었다. 이들은 즉시 미할로우체 남쪽 약 15 km (9 mi) 떨어진 부드코프체(Budkovce)를 정찰하기 위해 파견되었으나, 헝가리군의 흔적을 찾을 수 없었다.
슬로바키아군은 동쪽으로 반격하기로 결정했는데, 가장 앞선 헝가리 전초 기지가 약 10 km (6 mi) 떨어진 자바드카(Závadka)에 있는 것으로 알려져 있었다. 도로를 따라 움직이는 장갑차는 정면에서 헝가리군 포켓을 공격했고, 슬로바키아 보병은 측면을 우회했다. 곧 그들은 수적으로 압도적인 헝가리군을 강제로 자바드카에서 오크나/아크나(Okna/Akna) 강변의 주방어선, 즉 니즈나 리브니차 바로 앞으로 후퇴시켰다.
장갑차는 자바드카를 조금 지나 도로를 따라 계속 나아갔고, 슬로바키아 보병은 부채꼴로 퍼져 약 4 km (2.5 mi) 전선에 걸쳐 전개하기 시작했다. 이 전선은 우브레즈와 비슈네 레비슈티아(Vyšné Revištia) 마을 사이에 위치했다. 보병은 도로 북쪽의 우브레즈를 점령하는 동안 처음으로 헝가리 포병의 공격을 받았다. 23:00에 니즈나 리브니차의 헝가리 주 방어선에 대한 총공격이 시작되었다. 헝가리의 반응은 격렬하고 효과적이었다. 슬로바키아군은 아크나 강 1km 이내까지 개활지를 가로질러 진격했지만, 헝가리 야전포와 대전차포의 공격을 받기 시작했다.
장갑차 한 대는 엔진에 피격되어 후퇴했고, 다른 한 대는 37mm 대전차포에 의해 도로 한가운데에서 파괴되었다. 새로운 장교들에게 익숙하지 않은 신병 보병들은 처음에는 엎드렸다가 곧 후퇴하기 시작했고, 이는 곧 패닉으로 바뀌어 후방 15 km (9.3 mi) 떨어진 미할로우체까지 멈출 수 없었다. 장갑차는 기관총으로 후퇴하는 보병을 엄호하여 헝가리군의 추격을 막았다.
3월 24일 늦게, 4대의 OA vz.30 장갑차와 3대의 LT vz.35 경전차, 그리고 37mm 대전차포가 마르틴에서 미할로우체에 도착하여 완전한 혼란 상태를 발견했다. 3월 25일 일찍 그들은 동쪽으로 향했고, 때로는 후퇴하는 보병의 머리 위로 발포하여 안정시켰고, 이로써 헝가리군이 점령하지 않았던 옛 우브레즈 - 비슈네 레비슈티아 선까지 모든 곳을 다시 점령할 수 있었다. 그러나 대전차 부대는 실수로 파괴된 장갑차를 지나쳐 곧장 헝가리 진영으로 돌진하여 포로가 되었다.
이때쯤 41보병연대 일부와 202산악포병연대 포병대가 미할로우체에 도착하기 시작했고, 쿠비체크는 새로 도착한 전차와 장갑차를 선두로 하여 정오에 대규모 반격을 계획했다. 그러나 독일의 압력으로 인해 반격이 시작되기도 전에 휴전이 이루어졌다.
3월 26일, 202산악포병연대의 나머지 병력과 7보병연대 및 17보병연대 일부가 도착하기 시작했다. 이제 미할로우체 및 그 주변에는 약 15,000명의 슬로바키아군 병력이 있었지만, 이러한 증원군이 있었음에도 불구하고 두 번째 반격은 첫 번째 반격보다 성공 가능성이 거의 없었다. 이는 수적으로 더 많고 결속력이 강한 헝가리군이 잘 방어하고 있었고, 슬로바키아군이 가진 유일한 약간의 우위인 3대의 현대식 경전차를 효과적으로 처리할 수 있는 충분한 37mm 대전차포를 보유하고 있었기 때문이었다.

### 공중전

#### 슬로바키아 공군
체코슬로바키아가 분할된 후, 구 체코슬로바키아 공군의 6개 연대도 분할되었다. 슬로바키아 영토에 있던 공군의 핵심은 밀란 라스티슬라브 슈테파니크(Milan Rastislav Štefánik) 제3항공연대였으며, 이는 슬로바키아 국방부의 통제하에 들어갔다. 그러나 장교, 숙련된 조종사 및 항공 전문가는 대부분 체코인이었다.
3월 14일 이전, 슬로바키아 공군(Slovenské vzdušné zbrane)은 약 1,400명의 병력을 보유하고 있었다. 분할 후 슬로바키아는 824명만 남았다. 점령된 뵈멘-메렌 보호령에서 귀환하는 승무원들은 신생 슬로바키아 공군을 천천히 증강시켰다. 전술적 상황은 동부 슬로바키아, 스피슈스카노바베스 비행장에서 가장 심각했다. 이 비행장의 전투기 2개 비행대대는 조종사가 9명뿐이었고, 비행장 본부에는 장교가 3명뿐이었다. 또한, 헝가리의 공격이 증가하면서 상황은 점점 더 심각해지고 있었다. 함께 비행하는 많은 조종사들은 당시 슬로바키아의 다른 지역 출신이었고 함께 훈련할 시간이 없었기 때문에, 잘 준비되고 완벽한 헝가리 비행대대에 비해 현저히 불리했다.
당시 슬로바키아 최고의 전투기는 체코제 아비아 B-534였다.
1939년 3월 22일 스피슈스카노바베스 공항 점령:
| 비행대대                               | 항공기                             | 승무원                 |
| -------------------------------------- | ---------------------------------- | ---------------------- |
| 49비행대대 (전투기), II/3 항공대 소속  | 10 × 아비아 B-534                  | 조종사 5명             |
| 12비행대대 (순찰기), II/3 항공대 소속  | 5 × 에어로 Ap.32, 5 × 레토프 Š-328 | 조종사 9명, 경계병 6명 |
| 13비행대대 (순찰기), II/3 항공대 소속  | 10 × 레토프 Š-328                  |                        |
| 45비행대대 (전투기), III/3 항공대 소속 | 10 × 아비아 B-534                  | 조종사 7명             |

밀란 라스티슬라브 슈테파니크(Milan Rastislav Štefánik) 제3항공연대의 다른 병력은 바이너리, 피에슈탸니, 니트라, 질리나, 트리 두비 비행장에 있었다. 그러나 조종사 부족으로 인해 그 효과는 크게 저해되었다. 피에슈탸니와 질리나에서 온 일부 승무원들은 스피슈스카노바베스를 지원하기 위해 파견되었다. 이러한 상태에서 슬로바키아 공군은 전투에서 지상 부대를 지원하고 헝가리의 보급을 방해해야 했다. 이를 위해 그들은 낮게 비행해야 했고, 장갑이 없었기 때문에 헝가리 포병이나 심지어 지상 부대 병사들에게도 쉬운 목표가 되었다.

#### 헝가리 왕립 공군
헝가리는 동부 슬로바키아의 목표물에 공중 자산을 집중했다.
| 부대                        | 항공기           | 위치                  |
| --------------------------- | ---------------- | --------------------- |
| 1/1 바다스사자드 (전투기)   | 9 × 피아트 CR.32 | 웅그바르 / 우지호로드 |
| 1/2 바다스사자드 (전투기)   | 9 × CR.32        | 미슈콜츠              |
| 1/3 바다스사자드 (전투기)   | 9 × CR.32        | 찹 / 콥               |
| 3/3 봄바조사자드 (폭격기)   | 6 × Ju-86K-2     | 데브레첸              |
| 3/4 봄바조사자드 (폭격기)   | 6 × Ju-86K-2     | 데브레첸              |
| 3/5 봄바조사자드 (폭격기)   | 6 × Ju-86K-2     | 데브레첸              |
| VII 펠데리퇴사자드 (순찰기) | 9 × WM-21        | 미슈콜츠              |
| VI 펠데리퇴사자드 (순찰기)  | 9 × WM-21        | 데브레첸              |

헝가리 왕립 공군에서 최고의 비행기는 피아트 CR.32 전투기였다. 이 엔진은 슬로바키아가 운용한 아비아(Avia)보다 출력이 약해서 헝가리 조종사들은 수평 전투를 시도했고, 슬로바키아 조종사들은 수직 전투를 시도했다. 피아트기는 아비아기가 폭탄을 날개 아래에 달고 있어 더욱 둔해질 경우 특히 더 잘 조종할 수 있었다. 피아트 CR.32는 더 좋은 기관총을 가지고 있었다.

#### 전투
3월 15일, 헝가리 왕립 공군은 슬로바키아 동부에 대한 철저한 항공 정찰을 실시했다. 다음 날, 헝가리 비행대대들은 슬로바키아 국경에 더 가까운 비행장으로 이동하여 대기 상태에 들어갔다.
3월 23일 아침, 스피슈스카노바베스에서 출격한 슬로바키아 순찰 비행대대 2개가 적을 수색했지만, 아직 지상 부대와의 임무 조정이 이루어지지 않았다. 그날 늦게, 슬로바키아 본부는 모든 지역에 대한 완전한 항공 정찰 명령을 내렸다. 순찰대는 슬로바키아 영토 내에서 헝가리군의 광범위한 이동을 포착했다. 13:00, 3대의 레토프 Š-328 정찰기로 구성된 편대가 울리치, 우블라, 벨키 베레즈니(Veľký Bereznyj) 지역의 적을 공격하기 위해 파견되었다. 조종사들이 안개 때문에 적을 정확히 식별할 수 없어 임무는 실패했다. 나중에 그들이 우블라에서 콜로니차로 이동하는 헝가리군임이 밝혀졌다.
이어 B-534 3대로 구성된 전투기 편대 2개가 추가 임무에 투입되었다. 첫 번째 편대는 울리치(Ulič)의 기차역에서 헝가리군을 발견하고 공격하여 일부 포병대와 다른 장비를 파괴했다. 두 번째 편대 역시 울리치로 파견되어 헝가리 차량 몇 대를 성공적으로 파괴하고 더 많은 장비를 손상시켰지만, 비행기 한 대가 격추되어 조종사 얀 스베틀리크(Ján Svetlík)가 사망했다. 또 다른 슬로바키아 편대가 해당 지역으로 파견되었는데, 이번에는 슬로바키아 지상 부대를 지원하기 위함이었다. 이 편대는 헝가리군 기관총 사격을 받았고, 또 다른 B-534가 격추되었다. 조종사는 착륙에 성공했지만 몇 분 후에 사망했다. 비행기는 슬로바키아 병사들에 의해 파괴되었다. 다른 B-534 2대는 헝가리군을 공격했고, 심하게 손상되고 탄약이 떨어진 상태로 스피슈스카노바베스로 돌아왔다. 3월 23일 마지막 슬로바키아 임무는 1대의 Š-328로 구성되었으며, 이 기체는 소브란체 근처에서 알려지지 않은 수의 헝가리 전차와 차량을 파괴했다. 조종사는 부상을 입고 세크초비체(Sekčovice) 근처에 착륙해야 했다. 슬로바키아 조종사들은 그날 헝가리 공군과 조우하지 않았다.
첫날 슬로바키아 공군은 B-534 2대가 파괴되었고, 4대가 심하게 손상되었으며, 조종사 2명이 사망했다. 그러나 헝가리군의 진격을 늦추고 상당한 피해를 입히는 데 기여했다. 다음 날 상황은 급변했다.
3월 24일 아침, B-534 3대로 구성된 1개 비행대대가 비슈네 레메티(Vyšné Remety)의 슬로바키아 부대를 지원하기 위해 이륙했다. 해당 지역에 도착한 후, 그들은 헝가리 피아트 CR.32 3대에 의해 기습당했고, 슬로바키아 비행기 2대가 격추되었으며, 조종사 1명이 사망했다. 07:00, 피에슈탸니에서 온 B-534 6대가 스피슈스카노바베스에 착륙했다. 그 중 3대는 소브란체 근처의 보병을 지원하기 위해 이륙했다. 2대가 격추되었고, 슬로바키아 조종사 1명이 포로로 잡혔다.
미할로우체 근처에서 헝가리 전투기 9대가 헝가리 보병을 폭격하는 3대의 레토프 Š-328을 엄호하던 B-534 3대를 격추시켰다. Š-328 1대도 격추되어 조종사가 사망했다. 다른 1대는 기계적 문제로 착륙해야 했다. 6대 편대 중 1대만이 스피슈스카노바베스로 귀환했다.

#### 스피슈스카노바베스 폭격
같은 날인 3월 24일, 헝가리 왕립 공군은 슬로바키아의 모든 항공 작전의 기지였던 스피슈스카노바베스도 폭격했다. 36대의 폭격기는 이 임무에 할당된 27대의 전투기 지원을 받았지만, 좋지 않은 조직, 잘못된 항법, 기계적 문제, 그리고 막바지 변경으로 인해 실제로 약 10대의 폭격기만 공격에 참여했다.
슬로바키아는 조기 경보 시스템이 부족했기 때문에, 헝가리군은 비행장 방어 시설이 준비되지 않은 것을 발견했다. 대공포는 승무원과 탄약이 없었다. 헝가리 폭탄 대부분은 항공 작전 기지를 빗나갔지만, 여러 발이 비행장, 저장 시설, 격납고, 벽돌 공장, 병영 마당에 명중했다. 많은 폭탄이 진흙에 떨어져 불발되었다.
폭격으로 비행기 6대와 여러 건물이 손상되었지만, 비행장이 분쟁이 끝날 때까지 계속 운영되었기 때문에 임무는 완전히 성공적이지 못했다.
3월 27일, 민간인을 포함한 폭격 희생자 13명이 매장되어 격렬한 반헝가리 정서를 불러일으켰다.
전체 분쟁 중 헝가리 공군의 유일한 손실은 헝가리 포병에 의해 우발적으로 격추된 피아트 전투기였다. 스피슈스카노바베스 폭격 후, 얀 암브루슈(Ján Ambruš) 소령은 3월 25일에 그곳에 도착하여 부다페스트에 대한 보복 공습을 조직했지만, 전쟁은 그 계획이 실행되기 전에 끝났다.

#### 손실
- 총 사상자: 양측 합쳐 807명, 사망 81명(군인 30명 및 민간인 51명), 부상 55명 이상(미상), 포로 671명(모두 체코인/슬로바크인, 체코인 46.3%, 슬로바크인 53.7%).
- 헝가리군: 사망 23명(군인 8명, 민간인 15명), 부상 55명, 포로 없음
- 슬로바키아군: 사망 48명(군인 22명 및 민간인 36명), 부상자 미상, 포로 671명(슬로바크인 360명 및 보헤미아와 모라비아 출신 체코인 311명).

## 여파

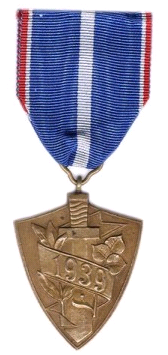
슬로바키아 방어 기념 메달은 1939년 5월 8일에 제정되었다. 이 메달은 1939년 3월 헝가리 전쟁 또는 9월 슬로바키아의 폴란드 침공에 참여한 군인에게 수여되었다.

슬로바키아는 독일과 보호 조약을 맺었지만, 독일은 이 조약을 위반하며 슬로바키아를 돕기를 거부했다. 독일은 4월 초 슬로바키아-헝가리 협상에서도 슬로바키아를 지원하지 않았다. 그 결과, 4월 4일 부다페스트에서 서명된 조약에 따라 슬로바키아는 동부 슬로바키아 영토의 일부(1,697 km2, 인구 69,930명, 78개 지자체)를 헝가리에 할양해야 했으며, 이는 오늘날 스타크친과 소브란체 주변 지역에 해당한다. 이 전쟁으로 36명의 슬로바키아 시민이 사망했다.
양측의 주장은 모순되었다. 당시 헝가리는 경전차 4대와 장갑차 1대를 노획했다고 발표했지만, 슬로바키아의 경전차는 한 번도 전투에 참여한 적이 없었고, 야간에 무인지대에서 격파된 장갑차 1대를 회수한 사람에게 훈장이 수여되었다. 반면에 헝가리군은 3월에 적어도 LT vz.35 경전차 1대와 OA vz.27 장갑차 1대를 확실히 노획했다. 이러한 모순은 전장의 안개, 선전, 그리고 카르파티아 우크라이나와 동부 슬로바키아에서의 헝가리군 노획품 간의 혼란이 복합적으로 작용한 결과로 볼 수 있다.
슬로바키아의 사상자는 공식적으로 22명 사망으로 기록되어 있으며, 모두 이름이 명시되어 있다. 3월 25일, 헝가리는 자체 손실을 사망 8명, 부상 30명으로 발표했다. 이틀 후에는 사망 23명, 부상 55명으로 수치를 제시했는데, 이 총계에는 카르파티아 우크라이나 점령 시 초기 손실이 포함될 수 있다. 또한 헝가리는 슬로바키아인 360명과 체코인 311명을 포로로 잡고 있다고 보고했다. 슬로바키아인 대부분은 침공 초기 몇 분 만에 병영에서 잠자다 기습당했다고 보도된 두 개 중대에 속했을 것으로 추정된다. 체코인들은 카르파티아 우크라이나 주둔군에서 낙오된 병사였다.

## 같이 보기
- 크로아티아-루마니아-슬로바키아 우호 선언 - 헝가리의 추가 확장을 저지하기 위한 동맹

## 서지
- Axworthy, Mark WA (2002). 《Axis Slovakia – Hitler's Slavic Wedge, 1938–1945》. Bayside: Axis Europa Books. ISBN 1-891227-41-6.
- Deák, Ladislav (1993). 《Malá vojna》 (슬로바키아어). Bratislava. ISBN 80-88750-02-4.
- Deák, Ladislav (2002). 〈Viedenská arbitráž: 2. November 1938〉. 《Dokumenty I. Matica slovenská》 (슬로바키아어). Martin.
- Niehorster, Dr Leo WG (1998). 《The Royal Hungarian Army 1920–1945》 1. New York: Axis Europa Books. ISBN 1-891227-19-X.
- “Emil Hácha: Odhodlal jsem se v hodině dvanácté. Politické projevy” (체코어). March 2012.